# Ehretia changjiangensis
Ehretia changjiangensis là loài thực vật có hoa trong họ Ehretiaceae. Loài này được F.W.Xing & Ze X.Li mô tả khoa học đầu tiên năm 1993.